# 杉本哲太
杉本 哲太（すぎもと てった、1965年7月21日 - ）は、日本の俳優。本名は杉坂 哲太（すぎさか てった）。トライストーン・エンタテイメント所属。身長180cm。神奈川県茅ヶ崎市出身。神奈川県立藤沢工業高校（現・神奈川県立藤沢工科高等学校）中退。妻は神津はづき（神津善行・中村メイコ夫妻の娘）。

## 来歴・人物
茅ヶ崎第一中学出身。中学生のころは不良として有名で、暴走族のメンバーだった。高校入学後も学校にはほとんど通わず、16歳の時に横浜駅西口のダイヤモンド地下街で不良グループに絡まれて喧嘩していた時に、たまたま通りかかった横浜銀蝿の嵐ヨシユキがその喧嘩を止めようと割って入った。もともと横浜銀蝿が憧れだったこともあって、嵐と出会った瞬間に喧嘩も忘れ、更に「銀蝿の仲間募集」の告知があるのを知っていた杉本は嵐に直接「仲間に入れて下さい」とアプローチ、これがきっかけとなって芸能界入りした。
1981年、横浜銀蠅ファミリーのロックバンド、紅麗威甦（）でデビュー。左手に包帯を巻き、リーゼントの出で立ちで人気を博し、同年、『茜さんのお弁当』に嶋大輔らとともに不良少年役でレギュラー出演。1984年、『白蛇抄』で日本アカデミー賞新人賞を受賞。この映画で住職の息子という役を務めたため、それまでトレードマークだったリーゼントを全部剃り、丸刈りになった。
一時期は『笑っていいとも!』（1998年4月 - 1999年3月）などバラエティー番組にも出演していた（その後も『タモリ倶楽部』には時折出演する）。2009年7月10日、タモリ倶楽部「草食バンザイ!!利き『野菜焼酎』まつり」回に初ゲスト出演するも、前日に飲みすぎて収録開始時間が午後3時だったにもかかわらず、前日の酒が抜けず酔った状態で出演。共演者からの笑いを誘った。これを機に同番組の呑み回に度々ゲスト出演することになる。

## 出演

### テレビドラマ
- 茜さんのお弁当（1981年、TBS） - 小林実 役
- 3年B組貫八先生（1982年、TBS） - 内藤健二 役
- 俺たちがむしゃら甲子園（1986年、テレビ朝日） - 松村信 役
- 銀河テレビ小説 まんだら屋の良太（1986年、NHK総合） - 主演・大山良太 役
- 特捜最前線 第463話「傷痕・男達のララバイ！」（1986年、テレビ朝日）
- 連続テレビ小説（NHK総合）
  - チョッちゃん（1987年） - 彦坂頼介 役
  - あまちゃん（2013年） - 大向大吉 役
- みんなマドンナ（1987年、日本テレビ） - 元 役
- 雨月の使者（1987年、NHK総合）[4]
- 月曜・女のサスペンス 文豪シリーズ「藪の中」（1988年10月、テレビ東京 / ニューテレス） - ヒッチハイクの青年 役
- カラダ記念日（1989年、TBS）
- 翔べひよっ子（1989年、NHK総合）
- HOW TO結婚(1989年、TBS)
- 大河ドラマ（NHK総合）
  - 春日局（1989年） - 斎藤利康 役
  - 翔ぶが如く（1990年） - 桐野利秋 役
  - 信長 KING OF ZIPANGU（1992年） - 丹羽長秀 役
  - 元禄繚乱（1999年） - 不破数右衛門 役
  - 龍馬伝（2010年） - 坂本権平 役
  - おんな城主 直虎（2017年） - 井伊直盛 役[5]
  - いだてん〜東京オリムピック噺〜（2019年） - 永井道明 役[6]
  - 鎌倉殿の13人（2022年） - 源行家 役[7]
- 水曜ドラマ 花も実もある（1990年、NHK総合） - 渡 役
- 海馬（トド）（1990年、NHK総合）
- 季節はずれの海岸物語 1990 暑かった夏（1990年、フジテレビ）
- さすらい刑事旅情編IV 第16話（1992年、テレビ朝日）- 影山辰彦 役
- 私の生徒は12人（1992年、TBS）
- のんのんばあとオレ（1992年、NHK総合）
- 並木家の人々（1993年、フジテレビ） - 大津三郎 役
- 代紋TAKE2シリーズ（1993年 - 1997年、日本テレビ、スペシャルドラマ） - 江原真悟 役
  - 代紋 TAKE2〔1〕（1993年3月4日放送）
  - 代紋 TAKE2〔2〕〜孤狼の章〜（1994年2月6日）
  - 代紋 TAKE2〔3〕〜獄中の狼たち〜（1994年11月20日）
  - 代紋 TAKE2〔4〕〜襲名! 白浜組八代目〜（1995年6月25日）
  - 代紋 TAKE2〔5〕〜丈二、木更津に死す! 〜（1996年1月28日）
  - 代紋 TAKE2〔6〕〜勃発! 白浜組VS明石組〜（1996年12月8日）
  - 代紋 TAKE2〔7〕〜激突! 木更津戦争〜（1997年2月9日）
- 金曜エンタテイメント（フジテレビ）
  - 動く壁（1994年1月21日） - 逸見久男 役
  - 阿部一族（1995年11月24日） - 竹内数馬 役
  - 悪いこと 第4話「汚す」（1999年8月21日）
  - ほんとにあった怖い話「社内怪報」（1999年8月27日） - 田宮浩司 役
  - スチュワーデス刑事4（2000年） - 岸本秀一 役
- 土曜ワイド劇場（テレビ朝日）
  - 京都殺人案内20（1994年、朝日放送） - 影山洋介 役
  - 7人のOLが行く!（1994年） - 比留間真 役
  - 隠蔽捜査2（2008年10月4日） - 戸高義信 役
  - 終着駅の牛尾刑事VS事件記者・冴子 灯(ともしび)（2009年12月12日） - 山寺元直 役
  - 再捜査刑事・片岡悠介（2010年3月13日） - 手塚高志 役
  - 棘の街（2011年6月18日、朝日放送） - 小野里康永 役
  - 事件 第15作（2012年5月12日） - 中井光一 役
  - 森村誠一の死海の伏流（2012年11月24日） - 新城隆明 役
- 最高の片想い WHITE LOVE STORY（1995年、フジテレビ） - 麻生竜平 役
- 禁じられた遊び（1995年、読売テレビ） - 鴫野恭一 役
- 将太の寿司（1996年、フジテレビ） - 佐治安人 役
- ミセスシンデレラ（1997年、フジテレビ） - 香山泰之 役
- 世にも奇妙な物語（フジテレビ）
  - 「人形」（1992年） - 結城直也
  - 秋の特別編「女は死んでいない」（1997年） - 大阪真
  - 秋の特別編「車中の出来事」（2016年） - 猪首の男[8]
- 海まで5分（1998年、TBS） - 山田一徹 役
- 救命病棟24時（1999年、フジテレビ） - 堺慎一 役
- 月曜ドラマスペシャル / ホステス探偵危機一髪（1999年 - 2002年、TBS） - 遠山俊平 役
- 愛をください（2000年、フジテレビ） - 木場源太 役
- 真夏のメリークリスマス（2000年、TBS） - 中田慶治 役
- 鉄甲機ミカヅキ（2000年、フジテレビ） - 岩動哲朗 役
- 京極夏彦 「怪」 第4話「福神ながし」（2000年9月15日、WOWOW） - 風見一学 役
- 陰陽師（2001年、NHK総合） - 源博雅 役
- サトラレ（2002年、テレビ朝日） - 藤堂悟志 役
- 火曜サスペンス劇場（日本テレビ）
  - 艶歌恋歌殺人譜（1988年、近代映画協会）
  - ラーメン横町・女たちの危険な午後（1988年、PDS）
  - 花園の迷宮（1988年3月、東映） - 荘介 役
  - 弁護士・高林鮎子31・寝台特急トワイライトエクスプレスの罠（2003年） - 菅原国彦 役
  - 生死不明（2003年） - 馬渕実 役
  - 屋形船の女シリーズ（2003年） - 小松匠 役
- ブラックジャックによろしく（2003年、TBS） - 牛田克雄 役
- WATER BOYS（2003年、フジテレビ） - 教員・杉田 役
- 警視庁鑑識班2004（2004年、日本テレビ） - 日野幸彦 役
- 絶壁〜山岳警備隊、疾走る〜（2004年、NHK BShi） - 主演・水越鷹之 役
- H2〜君といた日々（2005年、TBS） - 雨宮太一 役
- はるか17（2005年、テレビ朝日） - 崎谷浩平 役
- 学問の秋スペシャル日本の歴史（2005年、テレビ朝日） - 織田信長 役
- 新春ワイド時代劇 / 国盗り物語（2005年、テレビ東京） - 細川藤孝 役
- 里見八犬伝（2006年、TBS） - 犬塚番作
- クロサギ（2006年、TBS） - 黒崎遼一 役
- 柳生十兵衛七番勝負 島原の乱（2006年、NHK総合） - 円条寺業平 役
- ビバ!山田バーバラ（2006年、テレビ朝日） - 羽根天 役
- 嫌われ松子の一生（2006年、TBS） - 島津賢治 役
- カクレカラクリ（2006年、TBS） - 磯貝春雄 役
- 相棒シリーズ（テレビ朝日）
  - season5 第11話（2007年1月1日） - 五十嵐哲雄 役
  - season16 最終話 （2018年3月14日） - 衣笠藤治 役[9]
  - season17（2018年10月17日 - 2019年3月20日）
  - season18（2019年10月9日 - 2020年3月18日）
  - season19（2020年10月14日 - 2021年3月17日）
  - season20（2021年10月13日 - 2022年3月23日）
  - season21（2022年10月12日 - 2023年3月15日）
  - season22（2023年10月18日 - 2024年3月13日）[10][11]
  - season23（2024年10月16日 - 2025年3月12日）[12]
- スロースタート（2007年、NHK総合） - 矢沢仁 役
- 火曜ドラマゴールド / 美貌のメス 脳神経外科医・津山慶子（2007年、日本テレビ） - 真壁大悟 役
- 花ざかりの君たちへ〜イケメン♂パラダイス〜（2007年、フジテレビ） - 佐野岳彦 役
- 千の風になって ドラマスペシャル / はだしのゲン（2007年、フジテレビ） - 耕作 役
- 鞍馬天狗（2008年、NHK総合） - 土方歳三 役
- いのちのいろえんぴつ（2008年、テレビ朝日） - 豊島浩二 役
- おせん（2008年、日本テレビ） - 藤城清二 役
- 罠の交差点（2008年、TBS）
- コード・ブルー -ドクターヘリ緊急救命-（フジテレビ） - 西城章 役
  - 1st season（2008年）
  - 新春スペシャル（2009年）
  - 2nd season（2010年）
  - 3rd season（2017年）
- メイちゃんの執事（2009年1月 - 3月、フジテレビ） - 仲本春平 役
- MR.BRAIN 第1話・3話・8話（2009年、TBS） - 小島秀樹 役
- ザ・クイズショウ 第7話（2009年4月、日本テレビ） - 柴田勇樹 役
- 必殺仕事人2009 第21話・第22話（2009年6月19日・26日、朝日放送・テレビ朝日） - 加納肥後守実守 役
- リミット-刑事の現場2（2009年、NHK総合） - 東野恵一 役
- 官僚たちの夏（2009年7月 - 9月、TBS） - 牧順三 役（モデルは両角良彦）
- 東京DOGS 第2話（2009年10月26日、フジテレビ） - 小宮山義彦 役
- BUNGO -日本文学シネマ-『高瀬舟』（2010年2月23日、TBS） - 庄兵衛　役
- 853〜刑事・加茂伸之介 最終話（2010年3月、テレビ朝日） - 板倉信吾 役
- 絶対零度（フジテレビ） - 倉田工 役
  - 絶対零度〜未解決事件特命捜査〜（2010年）
  - 絶対零度〜未解決事件特命捜査〜 Special（2011年）
  - 絶対零度〜特殊犯罪潜入捜査〜（2011年）
- 科捜研の女 第10シリーズ 第7話（2010年8月27日、テレビ朝日） - 橘一夫 役
- 流れ星（2010年、フジテレビ） - 川本順二 役
- 新春ドラマ特別企画「赤い指〜『新参者』加賀恭一郎再び!」（2011年1月3日、TBS） - 前原昭夫 役
- ホンボシ〜心理特捜事件簿〜 最終話・第2部（2011年3月10日、テレビ朝日） - 新庄明 役
- 卒業ホームラン（2011年3月23日、テレビ東京） - 末永優一 役
- 犬を飼うということ〜スカイと我が家の180日〜（2011年、テレビ朝日） - 奈良橋宗一 役
- 福岡発地域ドラマ 見知らぬわが町（2010年12月10日、NHK福岡） - 竹本正一 役
- 金曜プレステージ 警部補・佐々木丈太郎3（2011年6月3日、フジテレビ） - 矢島監察官 役
- 秘密諜報員 エリカ（2011年、読売テレビ） - 戸塚宗一 役
- ドラマスペシャル・SP〜警視庁警護課（2011年10月8日、テレビ朝日） - 磯貝康一 役
- 運命の人（2012年、TBS） - 荒木繁 役
- ストロベリーナイト（フジテレビ） - 倉田修二 役
  - ストロベリーナイト 第4話・第5話（2012年1月31日・2月7日）
  - ストロベリーナイト アフター・ザ・インビジブルレイン「推定有罪 / プロバブリィギルティ」（2013年1月26日）
- 北海道発スペシャルドラマ『大地のファンファーレ』（2012年2月17日・24日、NHK北海道） - 武井繁治 役
- もう一度君に、プロポーズ（2012年、TBS） - 大橋知典 役
- 宮部みゆき・4週連続 “極上”ミステリー 第一夜 理由（2012年5月7日、TBS） - 石田直澄 役
- 松本清張没後20年特別企画 ドラマスペシャル 波の塔（2012年6月23日、テレビ朝日） - 吉岡進 役
- プレミアムドラマ・高橋留美子劇場 第1章「赤い花束」（2012年7月8日、NHK BSプレミアム） - 不破一郎 役
- ビギナーズ!（2012年7月12日 - 9月20日、TBS） - 桜庭直樹 役
- スペシャルドラマ・再会（2012年12月8日、フジテレビ） - 佐久間秀之 役
- ダブルス〜二人の刑事（2013年、テレビ朝日） - 須藤洋介 役
- 隠蔽捜査（2014年1月13日 - 3月24日、TBS） - 主演・竜崎伸也 役（古田新太とW主演）
  - 月曜名作劇場 隠蔽捜査〜去就〜（2019年3月11日）[13]
- HERO 第2シリーズ（2014年7月14日 - 9月22日、フジテレビ） - 田村雅史 役
- 金曜ロードSHOW!特別ドラマ企画・ヒガンバナ〜女たちの犯罪ファイル（2014年10月24日、日本テレビ） - 三上勉 役
- プレミアムドラマ・だから荒野（2015年、NHK BSプレミアム） - 森村浩光 役
- 問題のあるレストラン（2015年1月 - 3月、フジテレビ） - 雨木太郎 役
- テレビ未来遺産 ORANGE 〜1.17 命懸けで闘った消防士の魂の物語〜（2015年1月19日、TBS） - 桜井祐司 役
- 天皇の料理番（2015年4月 - 7月、TBS） - 秋山周蔵 役[14]
- テミスの求刑（2015年5月、WOWOW） - 滝川要 役
- エイジハラスメント（2015年7月 - 9月、テレビ朝日） - 伊倉正雄 役
- 戦後70年ドラマスペシャル 妻と飛んだ特攻兵（2015年8月16日、テレビ朝日） - 道場一男 役
- 土曜プレミアム・一千兆円の身代金（2015年10月17日、フジテレビ） - 片岡晋太郎 役
- 刑事バレリーノ（2016年1月9日、日本テレビ） - 小曽根大輝 役[15]
- 実録ドラマスペシャル 女の犯罪ミステリー『福田和子 整形逃亡15年』（2016年3月17日、テレビ朝日） - 渋川斉一郎 役[16]
- グッドパートナー 無敵の弁護士（2016年4月 - 6月、テレビ朝日） - 猫田純一 役[17]
- 世界一難しい恋 （2016年4月 - 6月、日本テレビ） - 石神剋典 役
- ママゴト（2016年8月 - 10月、NHK BSプレミアム） - 橘 役
- 模倣犯（2016年9月21日・22日、テレビ東京） - 前畑昭二 役[18]
- ダメ父ちゃん、ヒーローになる! 崖っぷち!人情広告マン奮闘記（2016年12月29日、テレビ東京） - 河田薫 役[19]
- 愛を乞うひと（2017年1月11日、読売テレビ・日本テレビ） - 許育徳 役
- 突然ですが、明日結婚します（2017年1月 - 3月、フジテレビ） - 氷室統哉 役
- ボク、運命の人です。（2017年4月 - 6月、日本テレビ） - 湖月大地 役
- CRISIS 公安機動捜査隊特捜班 第5話（2017年5月9日、カンテレ・フジテレビ系） - 沢田 役
- 月曜名作劇場 「犯罪資料館 緋色冴子シリーズ2」（2017年7月10日、TBS） - 山崎杜夫 役
- この声をきみに（2017年9月 - 11月、NHK総合） - 福島雅夫 役
- FNS27時間テレビ にほんのれきし『僕の金ヶ崎』（2017年9月10日、フジテレビ） - 明智光秀 役
- 時代劇スペシャル 無用庵隠居修行（2017年9月15日、BS朝日） - 松平定信 役
  - 時代劇スペシャル 無用庵隠居修行2（2018年9月8日）
  - 4K時代劇スペシャル 無用庵隠居修行3（2019年9月13日）
  - 4K時代劇スペシャル 無用庵隠居修行4（2020年9月22日）
  - 4K時代劇スペシャル 無用庵隠居修行5（2021年9月21日）
  - 4K時代劇スペシャル 無用庵隠居修行6（2022年9月20日）
  - 4K時代劇スペシャル 無用庵隠居修行7（2023年9月28日）[20]
  - 4K時代劇スペシャル 無用庵隠居修行9（2025年9月23日〈予定〉）[21]
- 連続ドラマW 沈黙法廷（2017年9月24日 - 10月22日、WOWOW） - 伊室真治 役[22]
- オトナ高校（2017年10月14日 - 12月9日、テレビ朝日） - 嘉数喜一郎 役[23]
- 吹く風は秋（2017年10月21日、BSスカパー!） - 徳次 役
- ショートショート木皿泉劇場‘‘道草’’ 第二夜「平田家の人々」（2017年12月16日、NHK BSプレミアム） - 平田小吉 役
- FINAL CUT（2018年1月9日 - 3月13日、カンテレ・フジテレビ系） - 井出正弥 役[24]
- ヘッドハンター（2018年4月16日 - 6月4日、テレビ東京） - 灰谷哲也 役[25]
- ハゲタカ（2018年7月19日 - 9月6日、テレビ朝日） - 佐伯宗徳 役[26]
- 24時間テレビドラマスペシャル ヒーローを作った男 石ノ森章太郎物語（2018年8月25日、日本テレビ） - 小野寺康太郎 役[27]
- ドラマスペシャル 誘拐法廷〜セブンデイズ〜（2018年10月7日、テレビ朝日） - 相澤吾郎 役[28]
- プリティが多すぎる（2018年10月19日 - 12月21日、日本テレビ） - 柏崎龍平 役[29]
- フェイクニュース あるいはどこか遠くの戦争の話（2018年10月20日・27日、NHK総合） - 最上圭一 役[30]
- ドロ刑-警視庁捜査三課- 第4話（2018年11月3日、日本テレビ） - 大文銀次（機械屋銀次） 役[31]
- ハラスメントゲーム 第6話（2018年11月19日、テレビ東京） - 浅村裕也 役[32]
- 大誘拐2018（2018年12月14日、東海テレビ・フジテレビ系） - 刀禰本部長 役[33]
- イノセンス 冤罪弁護士（2019年1月19日 - 3月23日、日本テレビ） - 別府長治 役[34]
- デザイナー 渋井直人の休日 第8話（2019年3月8日、テレビ東京） - 得部 役[35]
- フジテレビ開局60周年特別企画 松本清張 砂の器（2019年3月28日、フジテレビ） - 佐々木誠 役
- 連続ドラマW 神の手（2019年6月23日 - 7月21日、WOWOW） - 山名啓介 役[36]
- スカム（2019年7月1日 - 8月26日、MBS / 7月3日 - 8月28日、TBS） - 東条 役[37]
- 監察医 朝顔 第6話 - 最終話（2019年8月19日 - 9月23日、フジテレビ） - 丸屋大作 役[38]
  - 監察医 朝顔 特別編〜夏の終わり、そして〜（2019年9月30日）
  - 監察医 朝顔2（2020年11月2日 - 2021年3月22日）[39]
  - 監察医 朝顔2022スペシャル（2022年9月26日）
  - 監察医 朝顔2025新春スペシャル（2025年1月3日）[40]
- 『このミス』大賞ドラマシリーズ 名もなき復讐者 ZEGEN（2019年8月30日 - 10月18日、カンテレ） - 佐藤幸造 役[41]
- ニッポンノワール-刑事Yの反乱-（2019年10月13日 - 12月15日、日本テレビ） - 江國光成 役[42]
- 連続ドラマW 引き抜き屋 〜ヘッドハンターの流儀〜（2019年11月16日 - 12月14日、WOWOW） - 大槻信一郎 役[43]
- ドラマスペシャル 不協和音 炎の刑事 VS 氷の検事（2020年3月15日、テレビ朝日） - 小寺順平 役[44]
- 行列の女神〜らーめん才遊記〜（2020年4月20日 - 6月8日、テレビ東京） - 河上堅吾 役[45]
- 必殺仕事人2020（2020年6月28日、ABCテレビ・テレビ朝日系） - 田上誠蔵 役[46]
- DIVER-特殊潜入班- 第1話（2020年9月22日、カンテレ・フジテレビ系） - 海藤武史 役[47]
- 逃亡者（2020年12月5日・6日、テレビ朝日） - 宮島光彦 役
- シグナル 長期未解決事件捜査班 スペシャル（2021年3月30日、カンテレ・フジテレビ系） - 三谷宗久 役
- ただ離婚してないだけ（2021年7月 - 9月30日、テレビ東京） - 仁科徹 役[48]
- IP〜サイバー捜査班（2021年7月- 9月16日、テレビ朝日） - 平塚栄太郎 役
- 黒鳥の湖（2021年7月24日 - 8月21日、WOWOW） - 八木之典 役
- 日本沈没-希望のひと-（2021年10月10日 - 12月12日、TBS） - 長沼周也 役
- 農家のミカタ（2021年10月23日、テレビ東京） - 田中茂 役
- 正月時代劇 幕末相棒伝（2022年1月3日、NHK総合・BS4K） - 永井尚志 役'[49]
- 『星新一の不思議な不思議な短編ドラマ』『ボッコちゃん』（2022年4月5日、NHK BS4K・BSプレミアム）[50]
- 金田一少年の事件簿 第1話（2022年4月24日、日本テレビ） - 立花良造 役[51]
- 17才の帝国（2022年5月7日 - 6月4日、NHK総合） - 茶川正樹 役[52]
- トモダチゲームR4（2022年7月23日 - 9月10日、テレビ朝日） - 布袋昭稔 役[53]
- invert 城塚翡翠 倒叙集 第4話・第5話（2022年12月18日・12月25日、日本テレビ） - 雲野泰典 役[54]
- NHK正月時代劇 いちげき（2023年1月3日、NHK総合・BS4K）- 伊牟田尚平 役[55]
- ダ・カーポしませんか?（2023年1月16日 - 3月23日、テレビ東京） - 稲葉忠康 役[56]
- しょうもない僕らの恋愛論（2023年1月19日 - 3月23日、読売テレビ・日本テレビ） - 木ノ下二郎 役[57]
- Get Ready! 第3話（2023年1月22日、TBS） - 安達祐樹 役[58]
- キッチン革命 第1夜（2023年3月25日、テレビ朝日） - 横田茂雄 役[59]
- ホスト相続しちゃいました（2023年4月18日 - 7月4日、関西テレビ・フジテレビ） - 晃司 役[60]
- ペンディングトレイン-8時23分、明日 君と（2023年4月21日 - 6月23日、TBS） - 田中弥一 役[61][62]
- ブラックポストマン（2023年8月18日 - 9月29日、テレビ東京） - 佐伯敏治 役[63]
- Eye Love You（2024年1月23日 - 3月26日、TBS） - 飯山利一 役[64]
- アクターズ・ショート・フィルム4「撮影/鏑木真一」（2024年3月15日、WOWOW）[65]
- 約束 〜16年目の真実〜（2024年4月11日 - 6月13日、読売テレビ・日本テレビ） - 有村毅 役[66]
- Destiny 第4話・第5話（2024年4月30日・5月7日、テレビ朝日） - 新里龍一 役
- プレミアムドラマ・団地のふたり（2024年9月1日 - 11月3日、NHK BS・BSプレミアム4K） - 太田厚志 役
- GO HOME〜警視庁身元不明人相談室〜 第9話・最終話（2024年9月21日・9月28日、日本テレビ） - 佐川浩一郎 役[67]
- スノードロップの初恋（2024年10月1日 - 12月17日、関西テレビ・フジテレビ） - 伊勢政和 役[68]
- 嘘解きレトリック（2024年10月7日 - 12月16日、フジテレビ） - 藤島幸弘 役[69]
- アイシー〜瞬間記憶捜査・柊班〜 第9話・最終話（2025年3月18日・25日、フジテレビ） - 夏見喜次 役[70]
- ワタシってサバサバしてるから2（2025年2月5日、NHK BSプレミアム4K / 2025年5月5日 - 6月5日、NHK総合） - 橋本鉄男 役[71]
- イグナイト -法の無法者- 第6話 - 最終回（2025年5月23日 - 6月27日、TBS） - 石倉庄司 役[72]
- スティンガース 警視庁おとり捜査検証室（2025年7月22日 - 、フジテレビ） - 関口欣二郎 役[73]

### 配信ドラマ
- エンジェルフライト 国際霊柩送還士 シーズン1 第1話（2023年3月17日、Amazon Prime Video） - 杉原辰彦 役[74]
- 君に届け（2023年3月30日、Netflix） - 風早勝一郎 役[75]
- 外道の歌（2024年12月6日 - 、DMM TV） - 鴨ノ目士郎 役[76]

### 映画
- 白蛇抄（1983年） - 加波島昌夫 役
- 人間の約束（1986年） - 森本鷹男 役
- 本場ぢょしこうマニュアル 初恋微熱篇（1987年） - 大谷直人 役
- 名門!多古西応援団（1987年） - 宇喜多耕大 役
- 女衒 ZEGEN（1987年） - 源吉 役
- スケバン刑事（1987年） - 加藤喜久男 役
- ダウンタウン・ヒーローズ（1988年） - 石堂岩夫 役
- 六本木バナナ・ボーイズ（1989年） - 平島 役
- ザジ ZAZIE（1989年） - 砂田 役
- ハラスのいた日々（1989年） - 塚本茂 役
- 式部物語（1990年） - 夢之助 役
- 1990牡丹燈籠（1990年） - 主演・萩原三郎 役
- 幕末純情伝（1991年） - 土方歳三 役
- ひかりごけ（1992年） - 五郎 役
- 橋のない川（1992年） - 畑中誠太郎 役
- 部屋とYシャツと私（1993年） - 萩原啓介 役
- 怖がる人々（1994年） - 元 役
- 遥かな時代の階段を（1995年） - 杉本 役
- 深い河（1995年） - 江波 役
- 罠 THE TRAP（1996年） - 神津刑事 役
- ビリケン（1996年） - 主演・ビリケン 役
- Mogura（1996年）
- 義務と演技（1997年） - 武田芳彦 役
- SASORI IN U.S.A.（1996年） - 杉見次郎 役
- 傷だらけの天使（1997年） - 大島正次 役
- キリコの風景（1998年） - 主演・村石陽介 役
- ポルノスター（1998年） - 松永 役
- TOKYO EYES（1998年） - Roy 役
- あつもの 杢平の秋（1999年） - 笠森銃太 役
- アカシアの道（2001年） - 沢木浩二 役
- episode 2002 Stereo Future（2001年） - かつら職人 役
- ウォーターボーイズ（2001年） - 杉田 役
- リリイ・シュシュのすべて（2001年） - レストランの男 役
- 宣戦布告（2002年） - 寺崎秀一 役
- 目下の恋人（2002年） - バード 役
- 魔界転生（2003年） - 徳川頼宣 役
- ALIVE アライヴ（2003年） - 権藤 役
- 世界の中心で、愛をさけぶ（2004年） - 亜紀の父 役
- 草の乱（2004年） - 加藤織平 役
- so-far そ・ふぁー（2004年） - 父 役
- 恋は五・七・五!（2004年） - 高田マスオ 役
- 劇場版 ナニワ金融道 灰原勝負!起死回生のおとしまえ（2005年） - 桑田澄男 役
- いつか読書する日（2005年） - 高梨陽次 役
- 輪廻（2006年） - 村川忠司 役
- 花田少年史 幽霊と秘密のトンネル（2006年） - 村上猛 役
- 饗宴（2006年）
- 日本の自転車泥棒（2006年） - 主演・斎藤鉄男 役
- 気仙沼伝説（2006年）
- 地球の魅力（2006年）
- どろろ（2007年） - 鯖目 役
- パッチギ! LOVE&PEACE（2007年） - 根本監督 役
- 銀色のシーズン（2008年） - 宮部智明 役
- 映画 クロサギ（2008年） - 黒崎遼一 役（回想）
- ひぐらしのなく頃に（2008年） - 大石蔵人 役
- おくりびと（2008年） - 山下 役
- 那須少年記（2008年） - 堀田先生 役
- ICHI（2008年） - 居合切りの名手/盲目の男 役
- きみに届く声（2008年） - 有津圭一 役
- GSワンダーランド（2008年） - 佐々木智典 役
- 252 生存者あり（2008年） - 間柴哲司 役
- ジョン・ラーベ 〜南京のシンドラー〜（2009年） - 中島今朝吾 役
- 僕の初恋をキミに捧ぐ（2009年） - 垣野内稔 役
- ゼロの焦点（2009年） - 鵜原宗太郎 役
- アウトレイジ（2010年） - 池元組若頭 役
- 行きずりの街（2010年） - 園部行雄 役
- あしたのジョー（2011年） - 安藤洋司 役
- 任侠ヘルパー（2012年） - 日吉雄喜 役
- キッズ・リターン 再会の時　（2013年）　- 室沢 役
- ナイトピープル（2013年） - 曾根刑事 役
- 爆心 長崎の空（2013年） - 高森博好 役
- 2つ目の窓（2014年） - 徹 役
- 僕だけがいない街（2016年） - 澤田真 役
- 8年越しの花嫁 奇跡の実話（2017年） - 中原浩二 役
- 劇場版 コード・ブルー -ドクターヘリ緊急救命-（2018年） - 西条章 役
- 記憶屋 あなたを忘れない（2020年） - 福岡琢磨 役[77]
- 劇場版シグナル 長期未解決事件捜査班（2021年） - 三谷宗久 役
- 鋼の錬金術師 完結編 復讐者スカー（2022年） - ノックス 役[78]
- アキラとあきら（2022年） - 山崎孝造  役[79]
- 有り、触れた、未来（2023年） -  本堂真治 役[80]
- シャイロックの子供たち（2023年） -  古川一夫 役
- ヴィレッジ（2023年） -  丸岡勝　役
- 最後まで行く（2023年） - 淡島幹雄 役[81]
- キングダム 運命の炎（2023年） - 道剣 役[82]
- OUT（2023年） - 伊丹九蔵 役[83][84]
- マッチング（2024年） - 唯島芳樹 役[85]
- 帰ってきた あぶない刑事（2024年） - 八木沼大輝 役[86]
- シティーハンター（2024年4月25日、Netflix） - 伊東昭孝 役[87]
- 366日（2025年） - 玉城一馬 役[88][89]
- お嬢と番犬くん（2025年） - 瀬名垣太助 役[90]

### Vシネマ
- ジャック パチスロ闇の帝王シリーズ - 主演・南井彰 役
  - ジャック パチスロ闇の帝王（1993年）
  - ジャック パチスロ闇の帝王2（1993年）
  - ジャック パチスロ闇の帝王3（1994年）
  - ジャック パチスロ闇の帝王4（1994年）
- 青い豹シリーズ - 主演・加納達也 役
  - 青い豹 最も危険なヒットマン（1994年）
  - 青い豹2 88は殺しのナンバー（1994年）

### 舞台
- シブヤから遠く離れて
- 白夜の女騎士 - ワルキューレ
- 箱の中の女

### テレビアニメ
- テレビ野郎 ナナーナ わくわく洞窟ランド（2019年、テレビ東京） - ナレーション[91]

### ゲーム
- 龍が如く OF THE END - 長濱友昭 役

### プロモーションビデオ
- 堂娜（台湾歌手）「奢求」（1995年）
- サザンオールスターズ「01MESSENGER 〜電子狂の詩〜」（1997年8月） - 刑事 役
- ケツメイシ「男女6人夏物語」（2006年7月）

### ナレーション
- スポーツ大陸（2008年、NHK総合） - ナレーター
- グラン・ジュテ 私が跳んだ日（2009年 - 2010年9月、2011年 - 2013年、NHK Eテレ） - ナレーション
- 旅のチカラ（2011年 - 2013年、NHK BSプレミアム） - ナレーション
- アスリートの魂（2012年 - 、NHK総合） - ナレーション
- ―心の都へスペシャル― 千年の都 美の旅人（2012年 - 、日本テレビ） - ナレーション
- 日経スペシャル ガイアの夜明け（2014年 - 2019年、テレビ東京） - 2代目ナレーター[92]
- 8.12日航機墜落30回目の夏生存者が今明かす"32分間の闘い"〜ボイスレコーダーの"新たな声"（2014年、フジテレビ） - ナレーション
- 絶景 巨大石柱林〜中国・張家界を鳥観する〜（2017年4月8日、NHK BSプレミアム） - ナレーション
- スターフライヤー　- ナレーション
- 子犬が家にやってきた!（2019年12月24日 - 、NHK総合） - ナレーション
- 歩いて紡いで もりおか物語（2020年10月25日、BS朝日） - ナレーション
- 目撃！にっぽん（2021年7月18日、NHK総合） - ナレーション
- 柔道・阿部兄弟（2021年12月24日、NHK BS1） - ナレーション
- 韓国"七放世代"の大統領選（2022年3月6日、NHK BS1） - ナレーション
- ゆったり温泉ひとり旅 春・九州編（2022年4月9日、NHK BSプレミアム） - ナレーション
- スポーツ×ヒューマン（2022年10月31日、NHK総合） - ナレーション
- こころの時代「西田幾多郎　悲しみの“底”をみつめて」（2025年3月23日、NHK Eテレ）- 朗読[93]

### バラエティ
- 森田一義アワー 笑っていいとも!（1998年4月 - 1999年3月、フジテレビ） - 火曜レギュラー
  - 笑っていいとも!増刊号
  - 笑っていいとも!特大号
- ふぞろいの天使たち（1998年4月 - 1998年9月、フジテレビ） - レギュラー
- 世界・ふしぎ発見! （2008年5月24日 - 、TBS） - ゲスト・準レギュラー
- 時代をプロデュースした者たち・川上哲治（2014年12月、NHK BS1） - ナビゲーター
- 関ジャム 完全燃SHOW（テレビ朝日、2015年5月10日 - 2016年3月27日） - 支配人[94]
- タモリ倶楽部（テレビ朝日） - 不定期出演　主に呑み回

### CM
- 麒麟麦酒「KIRIN LEMON 2101」（1984年 - 1986年）
- 日本たばこ産業 「セブンスターカスタムライト」（1995年）
- サンヨー食品 「サッポロ一番麺屋佐吉」（1997年）
- 月桂冠 「つき」（2010年）
- サントリーフーズ「BOSSレインボーマウンテン」宇宙人ジョーンズ・2つのタワー篇（2010年）
- ダイハツ工業「MOVE VS宣伝部長登場篇」（2011年）
- 大鵬薬品工業 企業CM（2013年）
- サントリースピリッツ（現：サントリー〈二代目〉）「ジムビーム」（2015年） - 田村雅史 役[95]
- プラスアルファ・コンサルティング「Talent Palette（タレントパレット）」（2021年1月 - ）[96][97][98][99]
- アフラック生命保険 しっかり頼れる介護保険（2022年）

## 音楽

### シングル
- 杉本哲太＆LONELY-RIDERS 「On The Machine（翔と桃子のロックンロール）」（1982年）

### アルバム
- マブダチ（1983年7月21日）
- CRASH（1984年8月21日）
- 青くてごめん。（1985年9月21日）

### ライブ・アルバム
- 大輔vs哲太on-“ヨ・ロ・シ・ク?”Rock'n Roll集会Live in 武道館 （1983年）

### ベスト・アルバム
- ゴールデン☆ベスト 杉本哲太 （2014年8月20日）

### その他
- 哲太vs桃太郎/2WAY STREET（1984年3月21日）
- 嶋大輔/パーフェクト・ベスト（2010年7月7日） - 「大輔★哲太のRock’n Roll」を収録